# Transformador de impedância de quarto de onda

Usando uma linha de transmissão como transformador de impedância.

Um transformador de impedância de quarto de onda, geralmente conhecido como transformador de impedância λ/4, é uma linha de transmissão ou guia de ondas usada em engenharia elétrica, que possui tamanho de um quarto da largura de onda (λ), terminada com alguma impedância conhecida. Ela apresenta em sua entrada o dual da impedância com que é terminada. 
Este é um conceito similar a um toco (stub), mas, enquanto que o toco é terminado em um curto circuito (ou circuito aberto) e o tamanho é escolhido de tal maneira a produzir a impedância requerida, o transformador λ/4 é o contrário: ele possui um tamanho pré-determinado e a terminação é desenvolvida de tal forma a produzir a impedância requerida.
A relação entre a impedância característica, Z0, impedância de entrada, Zin e impedância de carga, ZL é:  {\displaystyle {\frac {Z_{\mathrm {in} }}{Z_{0}}}={\frac {Z_{0}}{Z_{L}}}}

O filtro passa-baixa de parâmetros concentrados (superior) pode ser convertido em um design que elimina os indutores e contém apenas capacitores pelo uso de inversores J, resultando em um design misto de parâmetros concentrados e parâmetros distribuídos.

Em frequências de rádio de VHF superior ou maiores, até à frequências de microondas, um quarto do comprimento de onda é convenientemente curto o suficiente para incorporar o componente em muitos produtos, mas não tão pequeno que não possa ser fabricado usando tolerâncias normais de engenharia. É nessas frequências que o dispositivo é mais geralmente encontrado. Ele é especialmente útil para transformar um indutor em um capacitor, visto que os projetistas têm preferência pelo último. 
Outra aplicação é quando energia CC precisa ser conectada à uma linha de transmissão, o que pode ser necessário para alimentar um dispositivo ativo conectado à linha, como um transistor de chaveamento ou um diodo varactor (varicap), por exemplo. Uma fonte de tensão CC ideal tem impedância zero, isto é, apresenta um curto-circuito e não seria útil conectar um curto-circuito diretamente na linha. Alimentar com a fonte CC através de um transformador λ/4 transformará o curto-circuito em um circuito aberto que não afeta os sinais na linha.  De maneira similar, um circuito aberto pode ser transformado em um curto-circuito. 
O dispositivo pode ser usado como componente em um filtro, e nesta aplicação é às vezes conhecido como inversor, pois produz o inverso matemático de uma impedância. Inversores de impedância não devem ser confundidos com o significado mais comum de inversor de energia para um dispositivo que tem a função inversa de um retificador. Inversor é um termo geral para a classe de circuitos que têm a função de inverter uma impedância. Existem muitos desses circuitos, e o termo não implica, necessariamente, em um transformador λ/4. O uso mais comum para os inversores, é converter um projeto de filtro LC com dois tipos de elementos, como uma rede em escada, em um filtro de um tipo de elemento. Igualmente, para filtros passa-faixa, um filtro de dois ressonadores (ressonadores e anti-ressonadores) pode ser convertido para um ressonador. Inversores são classificados como inversores K ou inversores J, dependendo se eles estão invertendo uma impedância em série ou uma admitância shunt. Filtros incorporando inversores λ/4 são adequados apenas para aplicações em banda estreita. Isto ocorre porque a linha do transformador de impedância só possui o comprimento elétrico correto de λ/4 em uma frequência específica. Quanto mais distante o sinal estiver desta frequência, menos precisamente o transformador de impedância reproduzirá a função de inversor de impedância e menos precisamente representará os valores do elemento do design de filtro com parâmetros concentrados original.

## Teoria de Operação

Os transformadores de quarto de onda são ilustrados em uma carta de impedância de Smith. Olhando em direção a uma carga através de um comprimento l de uma linha de transmissão sem perdas, a impedância normalizada muda à medida que l aumenta, seguindo o círculo azul. Em l=λ/4, a impedância normalizada é refletida sobre o centro do gráfico.

Ondas estacionárias em uma linha de transmissão com carga de circuito aberto (em cima) e carga de curto-circuito (em baixo). Pontos pretos representam elétrons e setas mostram o campo elétrico. A um quarto de comprimento de onda do circuito aberto, as oscilações de corrente e tensão são exatamente as mesmas de um curto-circuito e vice-versa. Isso reflete o fato de que o circuito aberto (Z=∞) é o dual do curto-circuito (Z=0).

Uma linha de transmissão que é terminada em alguma impedância, ZL, que é diferente da impedância característica, Z0, resultará numa onda sendo refletida a partir da terminação e de volta para a fonte. Na entrada, em direção à linha, a tensão refletida soma-se à tensão incidente e a corrente refletida é subtraída (porque a onda está viajando na direção oposta) da corrente incidente. O resultado é que a impedância de entrada da linha (relação da tensão pela corrente) difere da impedância característica e, para uma linha de comprimento l, é dada por; 
{\displaystyle Z_{\mathrm {in} }=Z_{0}{\frac {Z_{L}+Z_{0}\tanh(\gamma l)}{Z_{0}+Z_{L}\tanh(\gamma l)}}}
onde γ é a constante de propagação da linha.
Uma linha de transmissão muito curta, como aquelas que são consideradas aqui, em muitas situações não terão perdas consideráveis ao longo do comprimento da linha e a constante de propagação pode ser considerada uma constante de fase puramente imaginária, iβ e a expressão da impedância se reduz a, 
{\displaystyle Z_{\mathrm {in} }=Z_{0}{\frac {Z_{L}+iZ_{0}\tan(\beta l)}{Z_{0}+iZ_{L}\tan(\beta l)}}}
Como β é igual ao número de onda angular, 
{\displaystyle \beta ={\frac {2\pi }{\lambda }}\ ,}
para uma linha de quarto de onda, 
{\displaystyle l={\frac {\lambda }{4}}\ ,} {\displaystyle \beta l={\pi  \over 2}\ ,}
e a impedância se torna, tomando-se o limite quando o argumento da função tangente se aproxima de {\displaystyle \pi  \over 2}
{\displaystyle Z_{\mathrm {in} }=\lim _{\beta l\rightarrow \pi /2}{Z_{0}{\frac {Z_{L}+iZ_{0}\tan({\beta l})}{Z_{0}+iZ_{L}\tan({\beta l})}}}=Z_{0}{\frac {iZ_{0}}{iZ_{L}}}={\frac {{Z_{0}}^{2}}{Z_{L}}}}
que é o mesmo que a condição para impedâncias duais; 
{\displaystyle {\frac {Z_{\mathrm {in} }}{Z_{0}}}={\frac {Z_{0}}{Z_{L}}}}

## 2
1. 1 2  Matthaei et al, pp.144-149.
2. ↑  Bhat & Koul, p.686.
3. ↑  Bhat & Koul, pp.601-602.
4. ↑  Uma rede de elementos de dois tipos é uma consistindo somente de dois tipos de elementos, isto é, circuitos LC, RC ou RL.
5. ↑  A notação K e J se origina dos símbolos arcaicos para impedância e admitância, respectivamente. O K é mesmo K que aparece no bastante conhecido filtro de K constante e o parâmetro K é definido para inversores de design de parâmetros concentrados, exatamente da mesma maneira como é definido para o filtro de K constante. Para um transformador λ/4 a diferença é discutível, pois o mesmo dispositivo serve como um inversor K com um parâmetro inversor de K=Z0 ou, igualmente, como um inversor J com um parâmetro inversor de admitância J=Y0, a admitância característica (=1/Z0).
6. ↑  Matthaei et al, pp.434-435.
7. 1 2  Connor, pp.13-16.